# Asam-Gymnasium München
Das staatliche Asam-Gymnasium München (kurz: Asam) im Münchner Stadtteil Obergiesing wurde 1935 als Hans-Schemm-Aufbauschule gegründet und später nach den Künstlerbrüdern Asam benannt.

## Geschichte

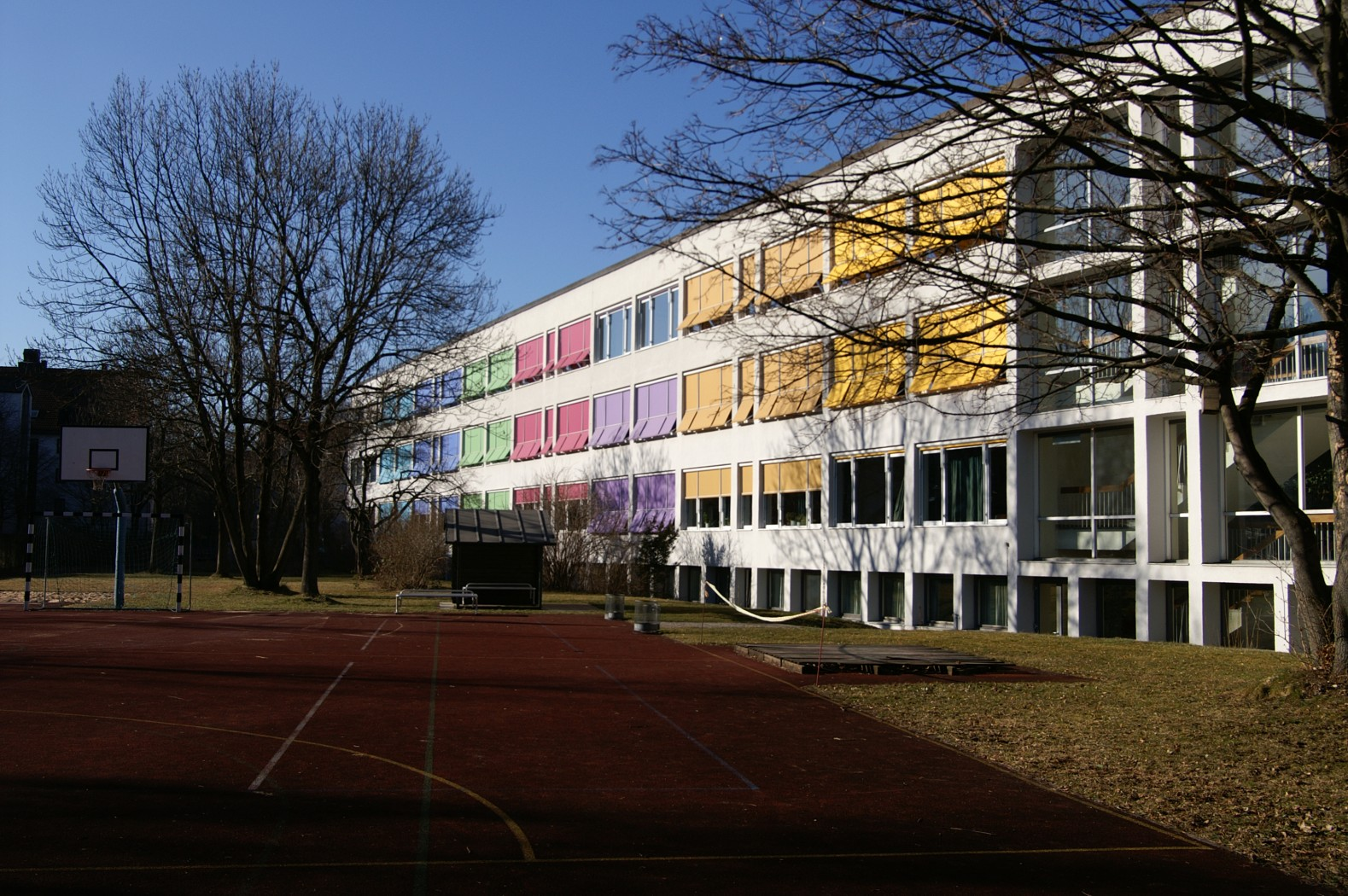
Südseite des Schulgebäudes

Die Schule wurde 1935 als Hans-Schemm-Aufbauschule gegründet. Das Schulgebäude in der damaligen Frühlingsstraße (heute Eduard-Schmid-Straße) wurde zerbombt. Die Schule wurde nach Ende des Zweiten Weltkrieges unter dem Namen Oberrealschule an der Frühlingsstraße zunächst in einer benachbarten Schule untergebracht. In den 1960er Jahren erhielt die Schule ihren heutigen Namen, Asam-Gymnasium, benannt nach den Künstlerbrüdern Cosmas Damian und Egid Quirin Asam. Damals wurde die Schulgemeinschaft des danach geschlossenen Frühlings-Gymnasiums nach Giesing verlegt.

### Liegenschaft Schlierseestraße
Das Gymnasium befindet sich seit 1964 in der heutigen Liegenschaft an der Schlierseestraße 20, war bis 1976 eines der letzten Jungengymnasien und hatte noch bis 1986 als eines der letzten beiden Gymnasien in Bayern regelmäßigen Samstagsunterricht.
Am Asam-Gymnasium gibt es seit 1975 eigene Klassen für Schüler mit Mittlerem Schulabschluss (Realschulreife, M-Zweig-Mittelschule), zur Vorbereitung auf die Oberstufe des Gymnasiums.
Schon an der Vorgängerschule wurden seit 1950 Studienreferendare ausgebildet. Das heutige Asam-Gymnasium knüpft an diese Tradition an und ist Seminarschule für die Fächer Mathematik, Physik, Sport (männlich), Biologie, Chemie, Deutsch, Englisch, Geschichte und Evangelische Religionslehre.
Seit 2005 hat das ursprünglich mathematisch-naturwissenschaftliche Gymnasium zusätzlich zum naturwissenschaftlich-technologischen auch einen sprachlichen Zweig.
Die Schule baute als erstes öffentliches Gymnasium in München einen Gebundenen Ganztageszweig auf (Jahrgangsstufen 5 mit 8).
Wegen des Ganztagesgymnasiums wurde 2006/07 an der Ostseite ein Anbau errichtet, der im Erdgeschoss eine Mensa und im 1. Stock Gruppenräume und eine Schulbibliothek enthält. Zu Beginn des Schuljahrs 2010/11 konnten sechs weitere neue Klassenräume an der Westseite des Schulgebäudes bezogen werden, diese wurden jedoch am Ende des Schuljahres 2020/21 im Rahmen des EASG abgerissen. In den Schuljahren 2012–2016 wurden alle naturwissenschaftlichen Fachlehrsäle und Sammlungen saniert. Im Herbst 2016 wurde das Asam-Gymnasium mit der Errichtung eines modernen Personenaufzugs barrierefrei.

## Erweiterung Asam-Gymnasium München (EASG)
Im Juni 2018 begann aufgrund von fehlender Kapazität des Asam-Gymnasiums der Abriss der alten Sporthallen und dem dazugehörigen Sportplatz, der Aula und der Nordpause. Dadurch musste der Haupteingang von der alten Aula zur Südpause verlegt werden, wo zwei ehemalige Fenster neben dem Treppenhaus umgebaut als Eingang fungieren. Als Ersatz der abgerissenen Sporthallen wurden die Hallen des Anton-Fingerle-Zentrum und der Sportgemeinschaft Siemens München Ost e. V. genutzt.
Der Abriss hat Platz geschaffen für den Bau einer Erweiterung, die den Asam-Turm und eine neue Dreifachsporthalle umfasst. Der Haupteingang wird damit auch wieder in das Gebiet einer neu gestaltete Nordpause zurück verlegt. Außerdem entsteht eine neue Tiefgarage. Im Erdgeschoss des neuen fünfstöckigen „Turms“ befindet sich die Mensa und darüber die Aula. In den oberen Stockwerken wird nach dem Lernhausprinzip unterrichtet: Mehrere Klassen gruppieren sich um einen Mittelraum, den sie alle nutzen können. Je nach Bedarf können Zimmer nach außen geöffnet oder verändert werden.
Die Erweiterung sollte zu Beginn des Schuljahres 2021/22 in Betrieb genommen werden und die Arbeiten am Pausenhof im Jahre 2021 abgeschlossen werden. Der Schülerturm wurde zu Beginn des Schuljahres 2021/22 in Betrieb genommen, jedoch erfolgte die Inbetriebnahme der neuen Sporthallen zu Beginn des 2. Halbjahres. Der Sportplatz auf dem Dach der Turnhalle wurde gegen Ende des Schuljahres 21/22 in Betrieb genommen.

EASG Bildergalerie
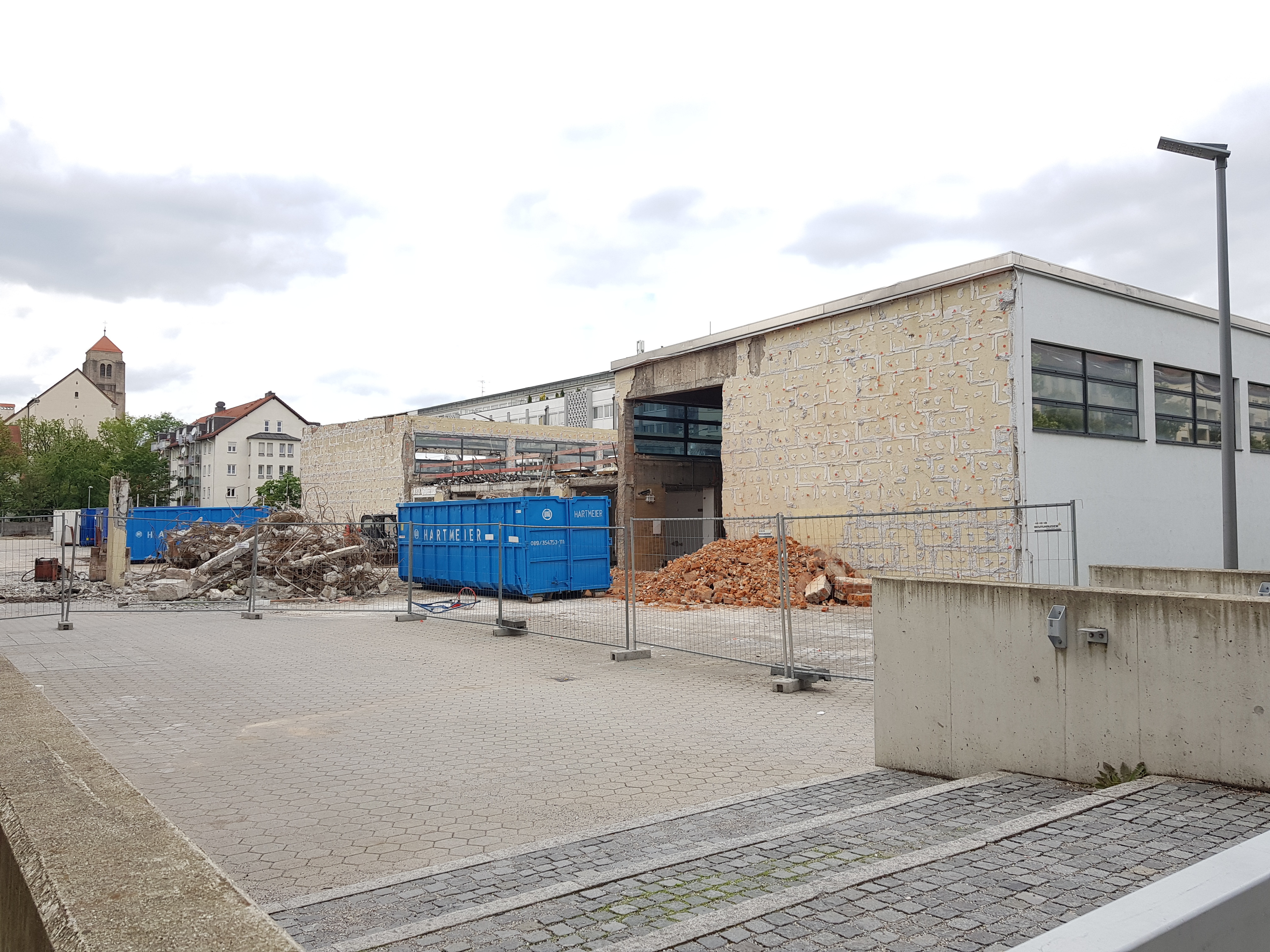
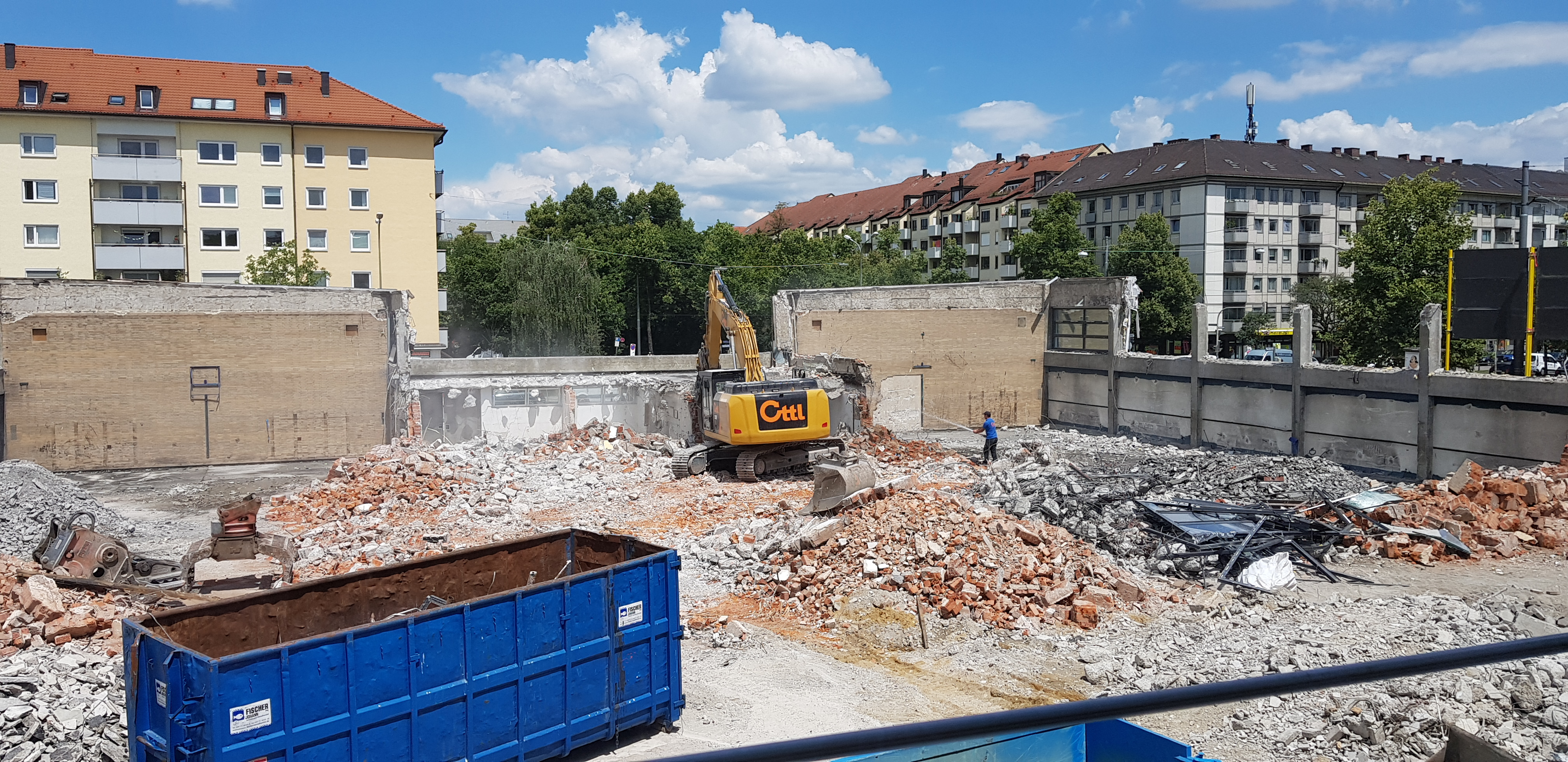
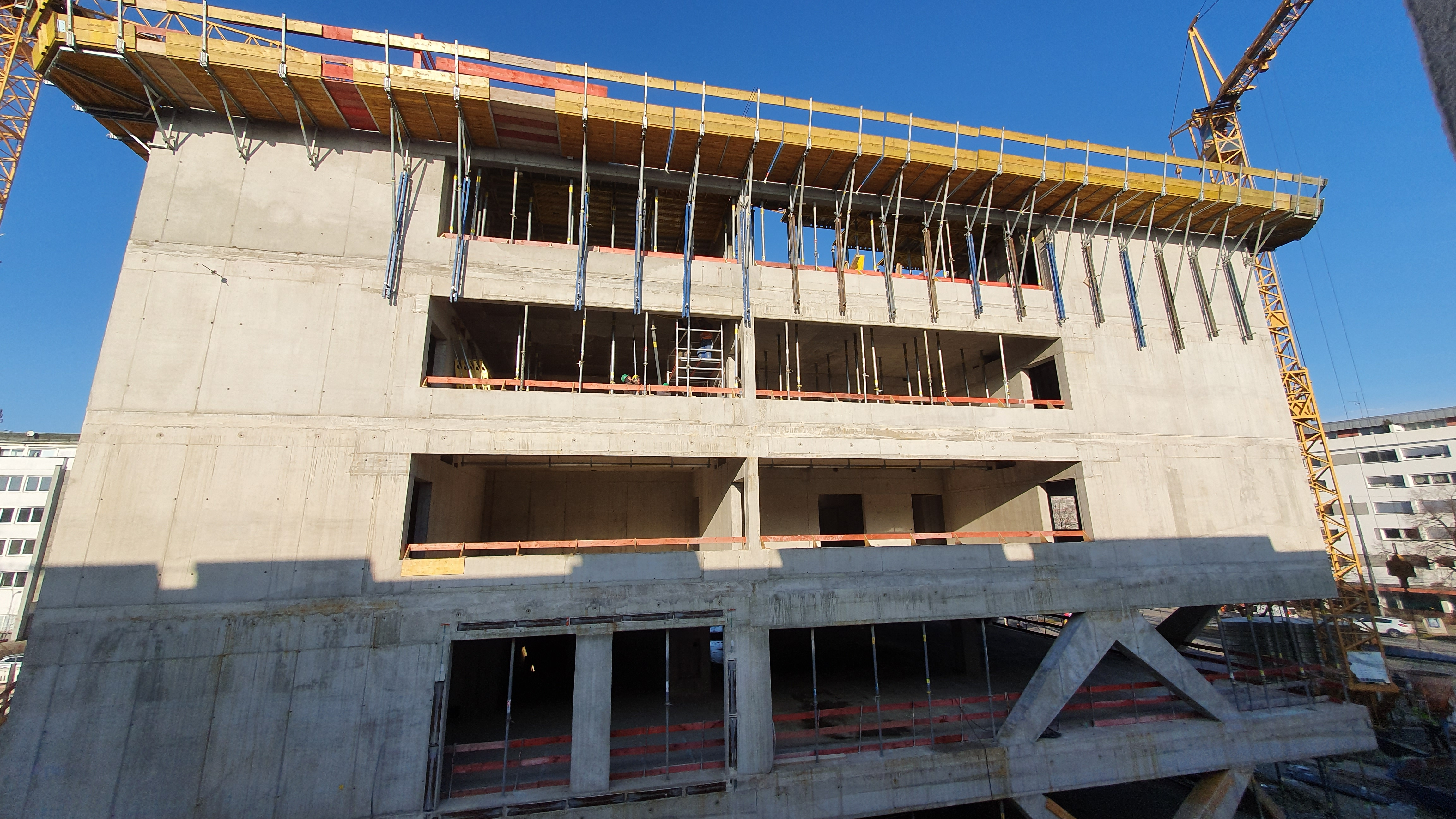
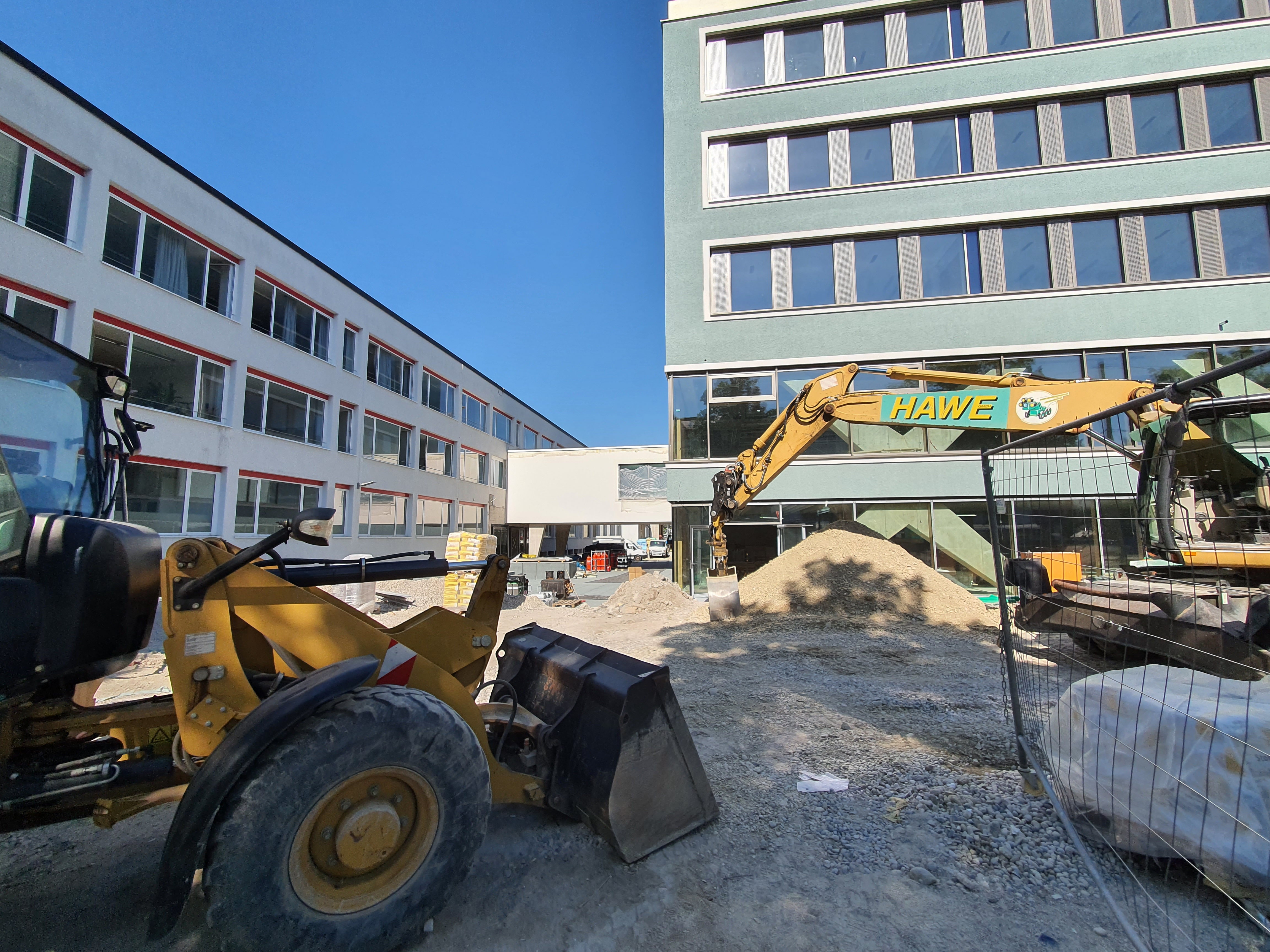
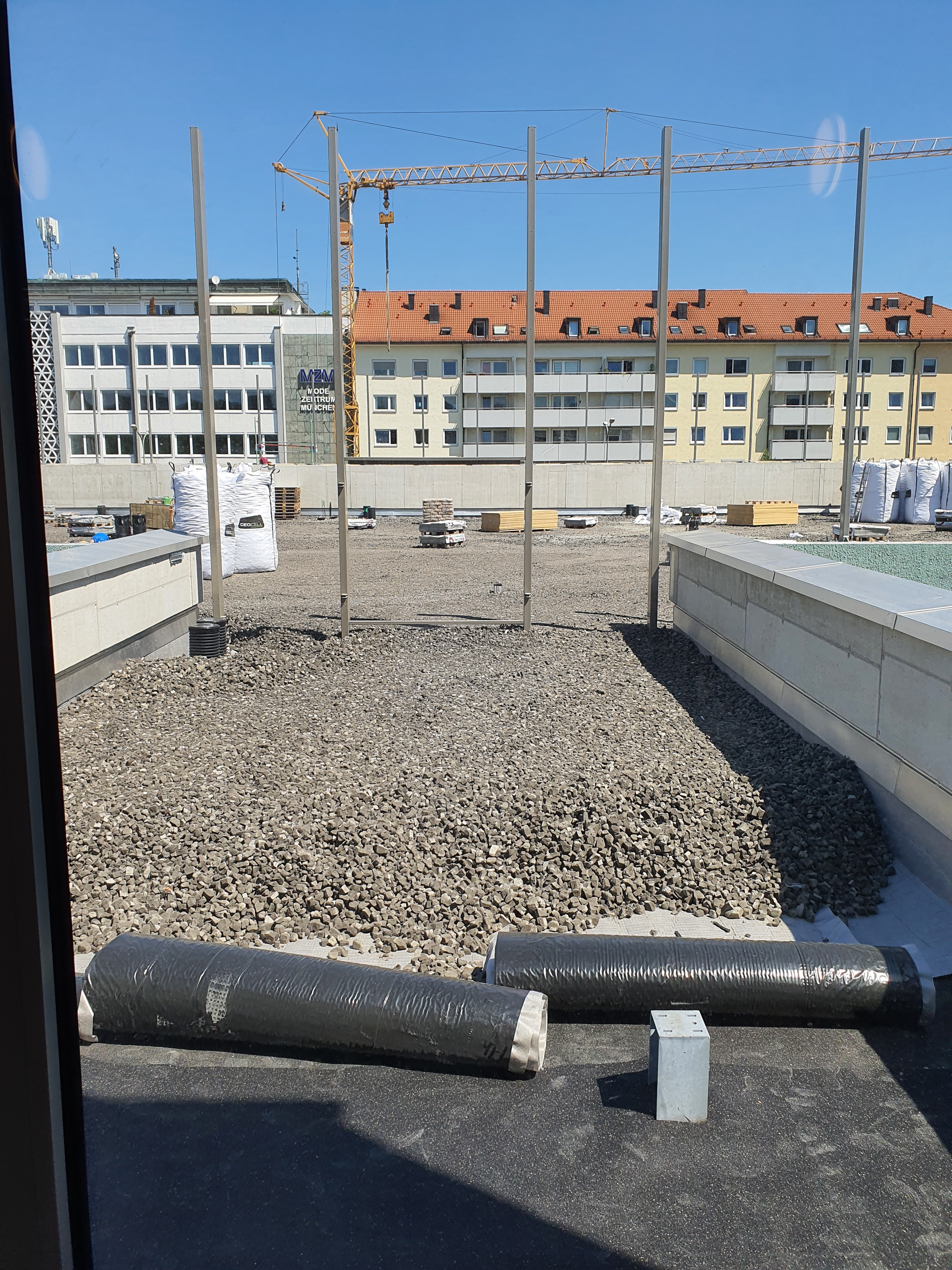

## Sprachenfolge
- Naturwissenschaftlich-technologischer Zweig
  - 5. Klasse: Englisch (1. Fremdsprache)
  - 6. Klasse: Französisch oder Latein (2. Fremdsprache)
- Sprachlicher Zweig
  - 5. Klasse: Englisch
  - 6. Klasse: Französisch oder Latein
  - 8. Klasse: Italienisch
- Spätbeginnende Fremdsprache
  - Französisch

## Besonderheiten

### Wahlunterricht
- Sport: Neben den üblichen Sportarten Schwimmen, diverse Ski- und Sportwochen, sowie differenzierten Sport mit Basketball, Fußball, Jazztanz, Step-Aerobic, Leichtathletik und Volleyball
- Musisches Angebot: Arbeitskreis Design; Instrumentalunterricht; Theatergruppe; Chor; Schulorchester, Jazzband und Schulzirkus

### HoriZONTec
Seit dem Schuljahr 2012/13 nimmt das Asam-Gymnasium als eines von sechs Gymnasien in Bayern am Projekt „HoriZONTec“ (Handlungsorientiert unterrichten, Zukunftskompetenzen fördern, Organisationsformen entwickeln, Naturwissenschaften und Technik stärken) teil. Zwei von fünf Klassen der zehnten Jahrgangsstufe setzen sich dabei intensiv und fächerübergreifend (Kunst, Erdkunde, Chemie, Physik, Biologie und Deutsch) mit dem Thema „Die Stadt – Lebensraum der Zukunft“ auseinander. In das Projekt integriert sind auch Vorträge von Experten der Stadt München und ähnliche Veranstaltungen. Seit dem Schuljahr 2016/2017 ist das Asam-Gymnasium Modellschule im Bereich des Studienseminars für das Projekt „Schülerfeedback“ des Staatsministeriums für Bildung und Kultus, Wissenschaft und Kunst.

### Asamesischer Zirkus
Bekannt war das Gymnasium u. a. auch durch den 1994 entstandenen Asamesischen Zirkus. Die Artistengruppe wurde durch den damaligen Sport- und Chemielehrer Jürgen Adams (* 1947 in Steinhöring) ins Leben gerufen. Er studierte in München, war seit 1976 an der Schule tätig und initiierte den Asamesischen Zirkus 1994. Adams ist Vater von vier Kindern.
Im März 1995 fand der erste Auftritt einer Schülergruppe statt, die sich zur Aufgabe gemacht hat, als Artistengruppe zu wirken. Bereits vier Monate später trat die mittlerweile 20-köpfige Truppe das zweite Mal auf und hatte noch im gleichen Jahr erste Engagements an einer Grundschule in Ottobrunn und bei zwei Sportvereinen. Bereits im Schuljahr 1996/1997  folgten Auftritte außerhalb der Schule. Auftritte wie zum Beispiel in einem großen Zirkuszelt vor ca. 450 Zuschauern bei der Stadtteilwoche Obergiesing, zum 15-jährigen Jubiläum des Einkaufs-Centers Neuperlach – pep sowie vier Fernsehauftritte bei verschiedenen Sendern verschafften der Truppe einen zunehmenden Bekanntheitsgrad. Mit der Teilnahme beim 1. Bayerischen Zirkusfestival im September 1997 auf dem Tollwood-Gelände bekam die Truppe den Namen Asamesischer Zirkus. Der Asamesische Zirkus umfasste ca. 80 Schülerinnen und Schüler und hatte über 50 öffentliche und Fernsehauftritte absolviert.

## Schüleraustauschprogramm
- Lyon (Collège Antoine de Saint-Exupéry)
- Bordeaux (Collège Georges Rayet Floirac)
- Cholet (Lycée Sainte-Marie Chalet)

## Namhafte Angehörige

### Lehrer
- Helmut Bloid (* 1929), Schriftsteller, Autor und Naturfotograf

### Schüler
- Herbert Rosendorfer (1934–2012), (–1954), Schriftsteller, Richter und Honorarprofessor[9]
- Uli Katz (–1978), Professor für Astroteilchenphysik an der Friedrich-Alexander-Universität Erlangen-Nürnberg
- Reinhard Erich Ingerl (–1979), „Maximilianeer“, Rechtsanwalt und Honorarprofessor
- Michael Sailer (* 1963),  (–1982), Autor und Musiker
- Steffen Haas (–1983), Künstler und Illustrator
- Erich Glawischnig (* 1968), (–1987), Biologe und Professor für Mikrobielle Biotechnologie
- Jörg Koopmann (* 1968), (–1983), Fotograf und Fotodesigner
- Christian Springer (* 1964), (–1983) Kabarettist und Autor
- Peter Stöhr (–1984), Professor für Informatik an der Hochschule für angewandte Wissenschaft Hof
- Harald Roth (* 1965), (–1985), Osteuropahistoriker
- Monika Ehling-Schulz (* 1968), (–1987), Mikrobiologin, Biotechnologin und Agrarwissenschaftlerin
- Michi Kern (* 1966), (–1987), Gastronom, Veranstalter und Yogalehrer
- Werner L. Maier (* 1966),  (–1987), Rechtsanwalt, Präsident der Munich Cowboys
- Ralph Berchtenbreiter (–1988), Betriebswirt, Wirtschaftsinformatiker und Professor
- Corbinian Böhm (* 1966), (–1988), Bildender Künstler
- Anton Hofreiter  (* 1970), (–1990), Bundestagsabgeordneter Bündnis 90/Die Grünen
- Thorsten Schmidt (–2000), Bioinformatik und Professor
- Holger Badstuber  (* 1989), (–2006), Fußballspieler
- Julia Šimić  (* 1989), (–2007), Fußballspielerin
- Seren Sahin  (* 1989), (–2010), deutsch-türkischer Filmproduzent und Schauspieler
- Wolfgang Fastenmeier (* 1957), Verkehrspsychologe, Professor an der Psychologischen Hochschule Berlin (PHB)